# Нотбек, Александр Васильевич
Алекса́ндр Васи́льевич Но́тбек, Норд-Бек, Нодбек (нем. Alexander Johann Wilhelm von Nothbeck, Nottbeck, Notbek; 1802—1866) — русский живописец и рисовальщик немецкого происхождения, представитель петербургского академизма николаевской эпохи, ассоциируемый со школой Андрея Ива́нова; мастер исторической картины, церковный декоратор и карикатурист, один из первых иллюстраторов произведений Александра Пушкина (в том числе романа в стихах «Евгений Онегин»). Академик Императорской Академии художеств (с 1861; ассоциированный член — «назначенный» с 1851).

## Биография

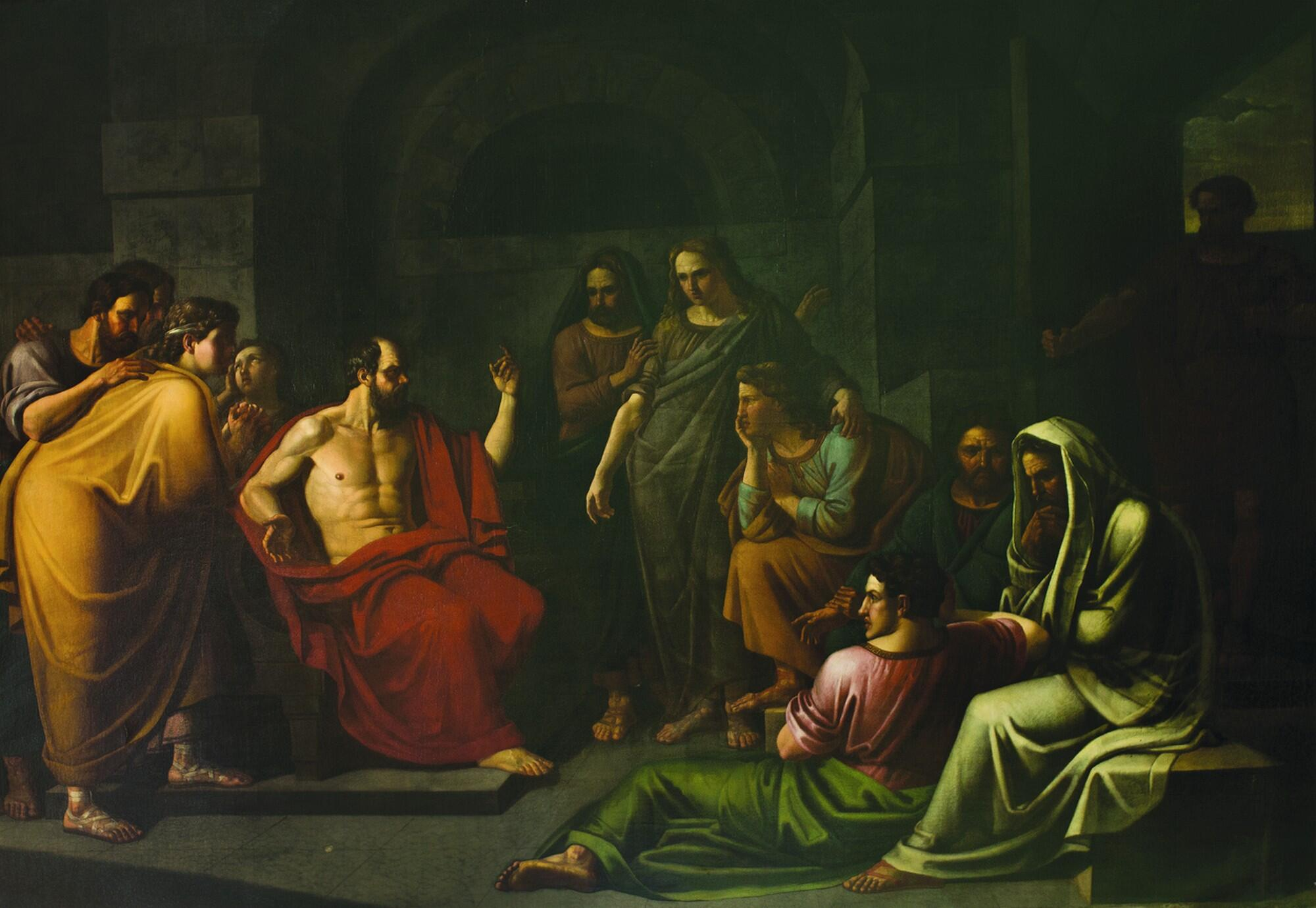
Сократ с учениками. 1831

По версии сотрудников музея Академии художеств (в каталоге выставки «Немцы и Академия художеств», 2003) — уроженец Риги, прибалтийский немец. Учился в Императорской Академии художеств с 1813 года; в 1819 году был переведен в живописный класс, где продолжил обучение как исторический живописец под руководством, главным образом, А. И. Ива́нова. Во время обучения получал награды Академии художеств: малую (1820) и большую (1822) серебряные медали за рисунки с натуры, малая золотая медаль (1824) за картину «Приам испрашивает у Ахиллеса труп Гектора» (в музее Академии художеств). В этом же году получает аттестат 1-й степени и был оставлен при Академии пенсионером для дальнейшего усовершенствования. Получает большую золотую медаль (1827) за программу «Тезей, убивающий Минотавра в лабиринте Критском».
В 1831 году конкурировал вместе с А. Т. Марковым на право поездки на казённый счет за границу, написав с этой целью картину «Сократ перед своей кончиной беседует с учениками о бессмертии души» (находилась в музее Академии художеств, после Революции 1917 года — в Русском музее, с 1951 года в Иркутском художественном музее), но этого права не получил.
Признан «назначенным в академики» (1851). В 1860 году был признан академиком за картину «Святой Иероним в пещере со львом». С 1850 года преподавал в Петербургской школе рисования для приходящих (впоследствии Рисовальной школе при Обществе поощрения художеств); затем в 1862 году обучал рисованию в Петербургском практическом технологическом институте, в 1865 году поступил учителем рисования в Брестскую гимназию.
Создал в том числе несколько образов в церкви на Аптекарском острове в Санкт-Петербурге. Его рисунки и акварели выставлялись в Третьяковской галерее и в Русском музее.
Однако самой известной его работой стали провальные в художественном смысле рисунки к роману в стихах А. С. Пушкина «Евгений Онегин», вошедшие в «Невский альманах» за 1829 год как часть первой и единственной при жизни поэта иллюстрированной публикации романа; ныне утраченные рисунки были переведены в гравюры Егором Гейтманом («Пушкин и Онегин на берегу Невы»), Степаном Галактионовым («Ленский в гостях у Онегина»), Михаилом Ивановым («Приезд Ленского к Онегину»), Алексеем Збруевым («Татьяна с письмом») и Иваном Ческим («Гаданье Татьяны» и «Горожанка у могилы Ленского»). По поводу эстампа А. Збруева «Татьяна с письмом», помещенной иллюстрацией к отрывку третьей главы «Евгения Онегина», друг Пушкина князь П. А. Вяземский писал: «Какова твоя Татьяна пьяная в „Невском альманахе“ с титькою навыкате и с пупком, который сквозит из-под рубашки? Если видаешь Аладьина (хотя на блинной неделе), скажи ему, чтобы он мне прислал свой „Невский альманах“ в Пензу: мне хочется вводить им в краску наших пензенских барышень. В Москве твоя Татьяна всех пугала». Сам Пушкин, недовольный конечным результатом, отозвался на иллюстрации двумя едкими эпиграммами:
Вот перешед чрез мост Кокушкин,

Опершись <жопой> о гранит,

Сам Александр Сергеич Пушкин

С мосье Онегиным стоит.

Не удостоивая взглядом

Твердыню власти роковой,

Он к крепости стал гордо задом:

Не плюй в колодец, милый мой.

Пупок чернеет сквозь рубашку,

Наружу <титька> — милый вид!

Татьяна мнёт в руке бумажку,

Зане живот у ней болит:

Она затем поутру встала

При бледных месяца лучах

И на <потирку> изорвала

Конечно «Невский Альманах».

## Иллюстрации Нотбека к роману «Евгений Онегин»

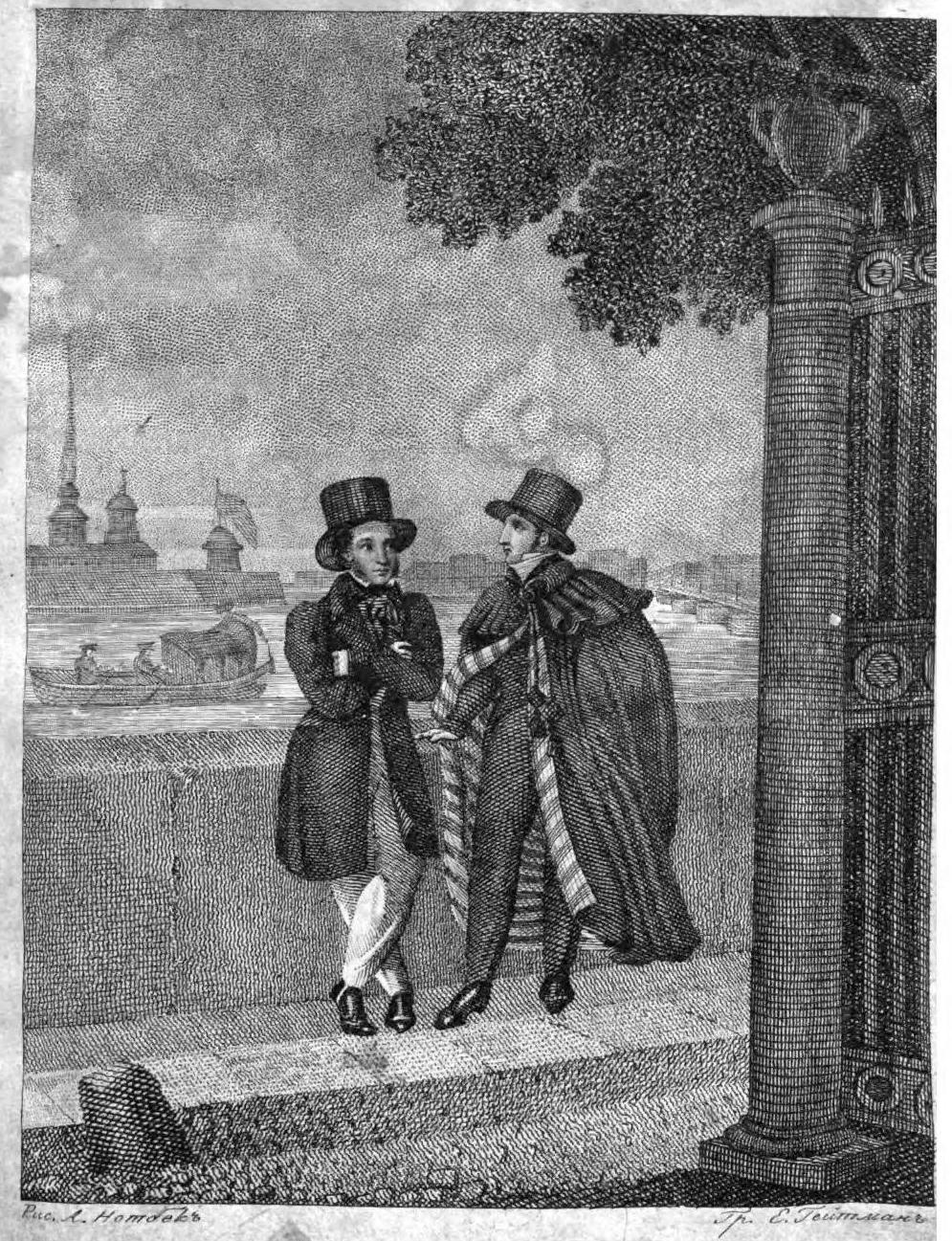
Пушкин и Онегин на берегу Невы («Лишь лодка, веслами махая, плыла по дремлющей реке»)
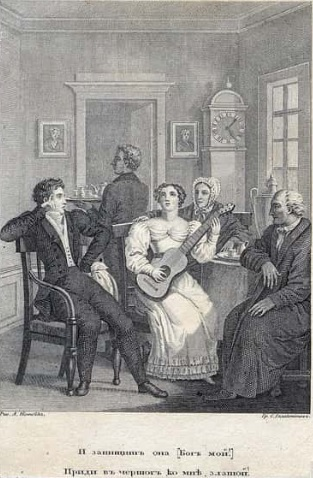
Ленский в гостях у соседей-помещиков («И запищит она (бог мой!): «Приди в чертог ко мне златой!»)
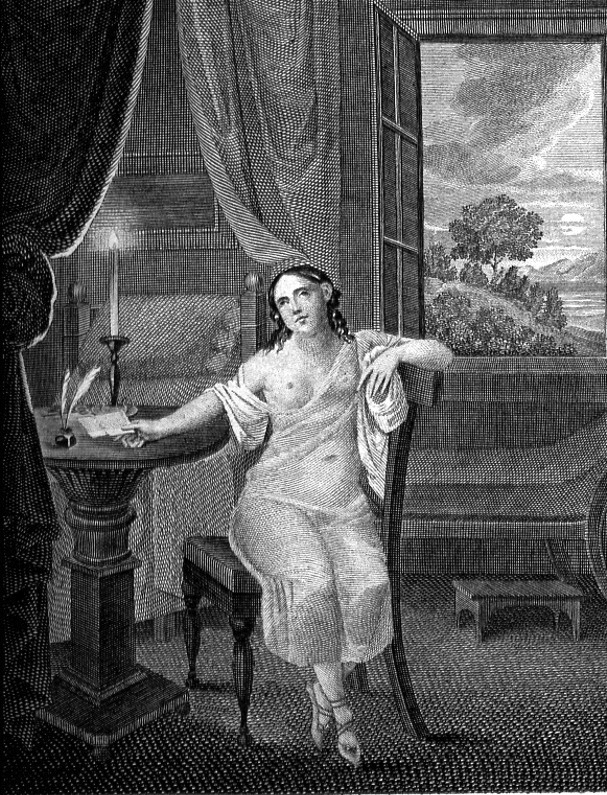
Татьяна с письмом («Татьяна то вздохнет, то охнет…»)
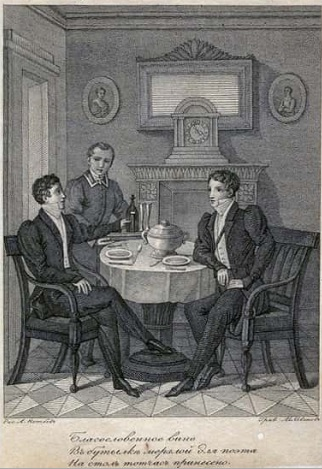
Ленский в гостях у Онегина («Благословенное вино в бутылке мерзлой для поэта…»)
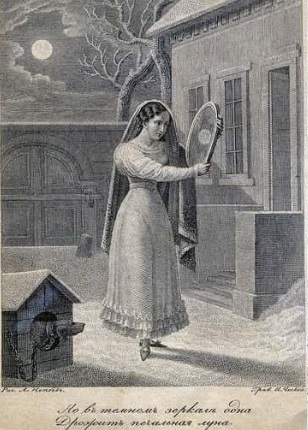
Гаданье Татьяны («Но в темном зеркале одна дрожит печальная луна»)
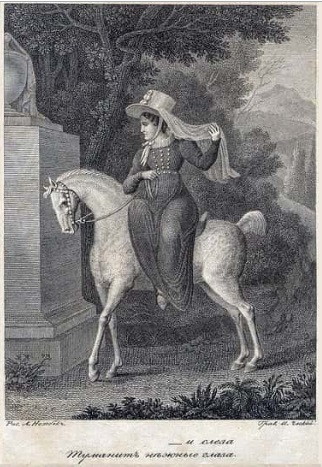
Горожанка у могилы Ленского («…и слеза туманит нежные глаза»)